# Polzela
Polzela (Duits: Heilenstein) is een gemeente in Slovenië in de regio Stiermarken en ligt in het dal van de Savinja. Het telde tijdens de volkstelling in 2002 5417 inwoners. De gemeente telt naast de gemeentezetel Polzela nog volgende plaatsen: Andraž nad Polzelo (eerste vermelding in 1229), Breg pri Polzeli, Dobrič, Ločica ob Savinji, Orova vas, Podvin pri Polzeli en Založe. De meeste inwoners zijn pendelaars en werkzaam in de industrie en dienstverlening in Velenje, Žalec en Celje.

## Andraž, Dobrič, Ločica en Založe
Bij Ločica ob Savinji bestond in de 2e eeuw een Romeinse militaire versterking.
Dobrič heeft een bevedaartkerk van H. Kruis die uit het midden van de 18e eeuw dateert, maar de berg waarop deze staat wordt al in 1243 als Kruisberg vermeld. In Andraž staat de gelijknamige kerk van H. Andreas; het huidige kerkgebouw werd in 1440 gebouwd en had tot 1858 een verdedigingswal.
Založe beschikte reeds in het begin van de 15e eeuw over een benedictijnenklooster, maar dit werd in het kader van de hervormingspolitiek van keizer Jozef II in 1787 verlaten.

## Plaatsen in de gemeente
Andraž nad Polzelo, Breg pri Polzeli, Dobrič, Ločica ob Savinji, Orova vas, Podvin pri Polzeli, Polzela, Založe
Bistrica ob Sotli · Braslovče · Celje · Dobje · Dobrna · Gornji Grad · Kozje · Laško · Ljubno · Luče · Mozirje · Nazarje · Podčetrtek · Polzela · Prebold · Radeče · Rečica ob Savinji · Rogaška Slatina · Rogatec · Šentjur pri Celju · Slovenske Konjice · Šmarje pri Jelšah · Šmartno ob Paki · Solčava · Šoštanj · Štore · Tabor · Velenje · Vitanje · Vojnik · Vransko · Žalec · Zreče